# Cnemidochroma ohausi
Cnemidochroma ohausi är en skalbaggsart som först beskrevs av Schmidt 1924.  Cnemidochroma ohausi ingår i släktet Cnemidochroma och familjen långhorningar. Inga underarter finns listade i Catalogue of Life.